# Sweet Caroline
Sweet Caroline ist ein Lied des US-amerikanischen Sängers und Songwriters Neil Diamond, das 1969 als Sweet Caroline (Good Times Never Seemed So Good) veröffentlicht wurde. Der Song erreichte Platz 4 in den US-amerikanischen Billboard Hot 100. Durch seine Verwendung bei zahlreichen Sportveranstaltungen, vor allem im angelsächsischen Raum, ist Sweet Caroline auch heute noch populär.

## Entstehung und Hintergrund
Sweet Caroline wurde Ende 1968 / Anfang 1969 im American Sound Studio in Memphis, Tennessee, aufgenommen und Mitte 1969 veröffentlicht, war anfangs jedoch nicht auf Diamonds Album Brother Love’s Travelling Salvation Show enthalten. Neben dem Sänger Neil Diamond waren Reggie Young (Gitarre), Bobby Wood (Klavier), Bobby Emmons (Orgel), Mike Leech (Bass, Glockenspiel), Gene Chrisman und Tommy Cogbill (Produktion), die zusammen als The Memphis Boys bekannt waren, am an der Produktion beteiligt. Charakteristisch für die Aufnahme ist die ausgeprägte Rechts-Links-Anordnung der Instrumentierung.
Im Jahr 2007 erklärte Diamond, dass er von Caroline Kennedy, der Tochter von John F. Kennedy, zu dem Lied inspiriert worden sei, als er ein Bild des damals neunjährigen Mädchens in einer Zeitschrift gesehen habe. 2014 gab Diamond hingegen an, dass der Song Marcia Murphey gewidmet sei, mit der er von 1969 bis Mitte der 1990er-Jahre verheiratet war. Um einen passenden Reim zu finden, habe er allerdings einen dreisilbigen Vornamen gebraucht.
2019 wurde Sweet Caroline von der Library of Congress in das National Recording Registry aufgenommen.

## Kommerzieller Erfolg
Das Lied schaffte es bis auf den vierten Platz der Billboard Hot 100, der US-amerikanischen Singlecharts. Später wurde Sweet Caroline mit Dreifach-Platin ausgezeichnet. In den britischen Musikcharts erreichte Sweet Caroline 1971 Platz 8.

### Chartplatzierungen
| ChartsChartplatzierungen       | Höchstplatzierung | Wochen/ Monate |
| ------------------------------ | ----------------- | -------------- |
| Deutschland (GfK)              | 37 (1 Mt.)        | 1 Mt.          |
| Vereinigte Staaten (Billboard) | 4 (14 Wo.)        | 14 Wo.         |
| Vereinigtes Königreich (OCC)   | 8 (24 Wo.)        | 24 Wo.         |

| ChartsJahrescharts (1969)      | Platzierung |
| ------------------------------ | ----------- |
| Vereinigte Staaten (Billboard) | 22          |

### Auszeichnungen für Musikverkäufe
| Land/Region                  | Auszeichnungen für Musikverkäufe (Land/Region, Auszeichnung, Verkäufe) | Verkäufe  |
| ---------------------------- | ---------------------------------------------------------------------- | --------- |
| Dänemark (IFPI)              | Gold                                                                   | 45.000    |
| Deutschland (BVMI)           | Gold                                                                   | 300.000   |
| Neuseeland (RMNZ)            | 5× Platin                                                              | 150.000   |
| Spanien (Promusicae)         | Platin                                                                 | 60.000    |
| Vereinigte Staaten (RIAA)    | Platin                                                                 | 1.000.000 |
| Vereinigtes Königreich (BPI) | 3× Platin                                                              | 1.800.000 |
| Insgesamt                    | 2× Gold · 10× Platin ·                                                 | 3.355.000 |

Hauptartikel: Neil Diamond/Auszeichnungen für Musikverkäufe

## Nutzung bei Sportveranstaltungen
Seit einem Sieg gegen England im Rahmen der Qualifikation zur Fußball-Weltmeisterschaft 2006 wird Sweet Caroline regelmäßig bei Länderspielen der nordirischen Fußballnationalmannschaft gesungen.
Im englischen Fußball wird das Lied von mehreren Vereinen verwendet, darunter Brighton & Hove Albion, Aston Villa, der Reading FC und der Arsenal FC.
Bei der Fußball-Europameisterschaft 2021 entwickelte sich das Lied nach einem 2:0-Sieg der englischen Fußballnationalmannschaft über Deutschland im Achtelfinale – dem ersten Sieg der Three Lions über Deutschland in einem K.o.-Spiel seit 1966 – bei Anhängern der englischen Fußballnationalmannschaft zu einem Hit.
Die Boston Red Sox aus der Major League Baseball (MLB) spielen das Lied seit 2002 bei jedem Spiel im Fenway Park im achten Inning. Die New York Mets verwendeten den Song zeitweise ebenfalls.
Die Carolina Panthers aus der National Football League (NFL) spielen Sweet Caroline nach jedem Heimsieg. Die Footballmannschaft der Iowa State University, die Cyclones, feiern mit dem Song nach wichtigen Siegen, die Pittsburgh Panthers spielen das Lied zu Beginn des vierten Viertels.
Der nordirische Dartspieler Daryl Gurney verwendet das Lied als Einlaufmusik.

## Coverversionen
Von Sweet Caroline existieren zahlreiche Coverversionen. Zu den bekanntesten zählen die Version von Elvis Presley auf seinem Livealbum On Stage von 1970 und die Version von Frank Sinatra in Some Nice Things I’ve Missed (1974). 2009 konnte sich DJ Ötzi mit seiner Partyversion auf Platz 19 der deutschen Single-Charts und auf Platz 18 der österreichischen Single-Charts platzieren. Im September 2019 veröffentlichte David Hasselhoff eine Coverversion auf dem Album Open Your Eyes.
In der Sendung Extra 3 vom 23. Februar 2023 verwendeten Dennis und Jesko das Lied als Grundlage für eine satirische Auseinandersetzung mit dem türkischen Präsidenten Recep Tayyip Erdoğan.

## Verwendung in Filmen
- Beautiful Girls (1996) mit Matt Dillon
- Ein Mann für eine Saison (Fever Pitch) (2005) mit Drew Barrymore und Jimmy Fallon
- The Midnight Sky (2020) mit George Clooney

## Sonstiges
2023 wurde Sweet Caroline im Rahmen einer weltweiten Werbekampagne von Jim Beam, einer US-Whiskey-Marke, für einen Werbeclip verwendet.